# Calliostoma granulatum
Calliostoma granulatum é uma espécie de molusco pertencente à família Calliostomatidae.
A autoridade científica da espécie é Born, tendo sido descrita no ano de 1778.
Trata-se de uma espécie presente no território português, incluindo a zona económica exclusiva.